# Peter Weller
Peter Weller (født 24. juni 1947) er en amerikansk skuespiller. Han er nok bedst kendt som sin rolle i RoboCop. Han har også haft rollen som admiral Alexander Marcus i Star Trek Into Darkness fra 2013.

## Udvalgt filmografi
- Star Trek Into Darkness (2013)
- The Dark Knight Returns (2012)
- Naked Lunch (1991)
- RoboCop (1987)

## Eksterne links
- Wikimedia Commons har flere filer relateret til Peter Weller
- Peter Weller på Internet Movie Database (engelsk)
- Peter Weller på Filmdatabasen
- Peter Weller på Scope
- Peter Weller på Svensk Filmdatabas (svensk)
- Peter Weller på AlloCiné (fransk)
- Peter Weller på AllMovie (engelsk)
- Peter Weller på Turner Classic Movies (engelsk)
- Peter Weller på The Movie Database (engelsk)
- Peter Weller på Internet Broadway Database (engelsk)